# Craig Mottram
Craig Mottram (født 18. juni 1980) er en australsk mellem- og langdistanceløber. Hans speciale er 5000 meteren.

## Karriere
Som ung gik han på den prestigefyldte Geelong Grammar School i Australien. Det var der, han fandt sin interesse og evne for løb. Han blev anfører for skolens løbehold samme år.
Han opnåede den 14. august 2005 et højdepunkt i sin karriere, da han vandt bronze på 5000 meteren til verdensmesterskaberne i atletik i Helsingfors. Han løb de 5000 meter i tiden 13.32,96, hvilket svarer til 2.42 min/km. Han var den første ikke-afrikanske løber til at vinde en medalje i den disciplin siden 1987.
Den 9. marts 2006 i Melbourne til sit sidste træningsløb inden Commonwealth Games, overgik han den tolv år gamle australske rekord på 2000 meteren med 12 sekunder. 2000 meteren distancen, som er en meget sjælden disciplin, var blevet planlagt med det eneste formål at forberede Mottram til Commonwealth Games.
Den 20. marts 2006 til Commonwealth Games i Melbourne blev han nr. 2 i 5000 meteren i tiden 12.58,19, hvilket svarer til 2.35 min/km. Han blev slået med hundrededele af sekunder af den kenyanske løber Augustine Choge. Dette var kun anden gang nogensinde, at et løb var blevet vundet på under 13 min til et mesterskab. Han løb også 1500 meteren til samme stævne 25. marts, hvor han var favorit til at vinde. Han lå efter 800 meter i tredje position, da den engelske løber Andrew Baddeley faldt bag ved ham og væltede Mottram. Mottram mistede 20 meter i forhold til de andre løbere og nåede aldrig op og han sluttede på en skuffende niendeplads.

## Personlige rekorder
- 1500 meter: 3.33,97
- Mile: 3.48,98 (Oceansk rekord)
- 2000 meter: 4.50,76 (Oceansk rekord)
- 3000 meter: 7.32,19 ((Oceansk rekord)
- 2 miles: 8.11,27 (Oceansk rekord)
- 5.000 meter: 12.55,76 (Oceansk rekord)
- 10.000 meter: 27.50,55
- 10 km (landevej): 27.54 (Oceansk rekord)